# Jihadi John
Mohammed Emwazi, ur. jako Muhammad Jassim Abdulkarim Olayan al-Dhafiri, znany pod pseudonimem Jihadi John (arab. محمد جاسم عبد الكريم عليان الظفيري, ur. 17 sierpnia 1988 w Kuwejcie, zm. 12 listopada 2015 w Rakce) – terrorysta, członek i kat Państwa Islamskiego.

## Życiorys
Muhammad ad-Dhafiri był synem policjanta z Al-Dżahry, Jassema. W 1994 wraz z rodziną przeniósł się do zachodniego Londynu, gdzie uczęszczał do szkoły, a później do college'a technicznego. Został zapamiętany jako zwyczajny uczeń, lubiący grać w piłkę i kibicujący Manchesterowi United, jednak jeden z jego dawnych kolegów stwierdził, że Muhammadowi zdarzały się antyżydowskie uwagi. Mimo że był religijny, w okresie uczęszczania do college'u pił alkohol i palił marihuanę. W latach 2006–2009 studiował systemy informatyczne na University of Westminster, później pracował jako sprzedawca w firmie IT w Kuwejcie. Prawdopodobnie w 2013 udał się do Syrii i dołączył tam do ekstremistycznych islamistów z Islamskiego Państwa w Iraku i Lewancie (późniejszego Państwa Islamskiego). Stał się głównym katem tej organizacji. Jego pierwszą ofiarą był amerykański dziennikarz James Foley, zamordowany 19 sierpnia 2014 w Rakce; Foley był pierwszym obywatelem USA zamordowanym przez ISIS. Później, prawdopodobnie 2 września 2014, Emwazi zamordował amerykańsko-izraelskiego dziennikarza Stevena Sotloffa. Następnie ok. 13 września 2014 ścięty został pracownik pomocy społecznej z Wielkiej Brytanii David Haines, a ok. 3 października 2014 - wolontariusz organizacji humanitarnej, Anglik Alan Henning; wszystkie te zbrodnie zostały sfilmowane, a eksperci, którzy badali nagrania, potwierdzili potem, że ich sprawcą był ten sam człowiek, nazwany "Jihadi Johnem". Brał on również udział w mordowaniu schwytanych przez islamistów syryjskich żołnierzy. W styczniu 2015 ściął dwóch Japończyków - Kenji Goto i Harunę Yukugawę.
"Jihadi John" stał się przedmiotem śledztwa prowadzonego przez FBI, MI5 i Scotland Yard i jednym z najbardziej poszukiwanych ludzi na świecie. Prezydent USA Barack Obama nazwał zamordowanie Foleya i Sotloffa "aktami barbarzyństwa". 24 sierpnia 2014 brytyjski ambasador w USA, Peter Westmacott, stwierdził, że Wielka Brytania jest bardzo bliska zidentyfikowaniu "Jihadi Johna" dzięki zaawansowanej technologii rozpoznawania mówcy. 14 września 2014 brytyjski premier David Cameron stwierdził, że tożsamość mordercy była znana, ale nie została ujawniona. W sierpniu 2014 The Sunday Times poinformowało, że 23-letni raper z zachodniego Londynu, Abdel-Majed Abdel Bary, jest głównym podejrzanym w śledztwie. Inne źródła donosiły, że podejrzany o bycie katem znanym jako "Jihadi John" jest haker z Birmingham, Abu Hussain Al-Britani, i Abu Abdullah al-Britani z Portsmouth. 20 września 2014 Senat Stanów Zjednoczonych obiecał 10 mln dolarów nagrody za informacje pomocne w schwytaniu lub zabiciu mordercy Jamesa Foleya, Stevena Sotloffa i Davida Hainesa. 26 lutego 2015 The Washington Post poinformował, że jako "Jihadi John" zidentyfikowany został Muhammad Emwazi z zachodniego Londynu. 12 listopada 2015 zginął w ataku amerykańskich dronów. 19 stycznia 2016 jego śmierć została potwierdzona przez ISIS.